# Rio Argun
O rio Argun em russo:  Аргу́нь, chinês tradicional: 额尔古纳河, pinyin: É'ěrgǔnà hé, manchu: Ergune bira) é um rio do noroeste da Ásia, que no seu percurso superior é conhecido como rio Hailar.
Com este nome nasce no Grande Khingan, fluindo ao longo de 724 km e fazendo parte da fronteira entre o Nordeste da China e a Rússia. Depois junta-se ao rio Shilka para formar o rio Amur.